# Route nationale 27 (Belgique)
Pour les articles homonymes, voir Route nationale 27.
La route nationale 27 est une route nationale de Belgique de 37,7 kilomètres qui relie Bray à Mont-Saint-Jean via Manage et Nivelles

## Description du tracé

### Communes sur le parcours
- Région wallonne
  -  Province de Hainaut
    - Bray
    - Haine-Saint-Pierre
    - Manage

  -  Province du Brabant wallon
    - Nivelles
    - Mont-Saint-Jean